# Пайкова
Па́йкова (рос. Пайкова) — присілок у складі Абатського району Тюменської області, Росія.
Населення — 133 особи (2010, 176 у 2002).
Національний склад станом на 2002 рік:
- росіяни — 91 %